# Gorjuše
Gorjuše este o localitate din comuna Bohinj, Slovenia, cu o populație de 151 de locuitori.